# San Martín del Pimpollar
San Martín del Pimpollar è un comune spagnolo di 301 abitanti situato nella comunità autonoma di Castiglia e León.